# Stepan Semjonowitsch Schtschukin

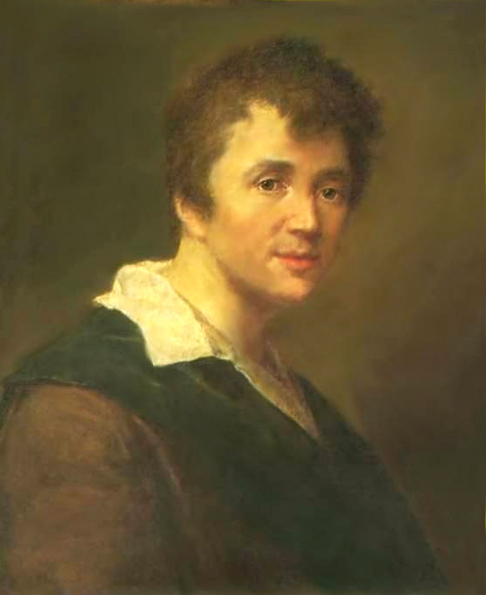
Selbstporträt (1785)

Stepan Semjonowitsch Schtschukin (russisch Степан Семёнович Щукин; * 1754; † 10. Oktober 1828 in Sankt Petersburg) war ein russischer Maler, der vor allem Porträts malte. 

## Leben
Stepan Schtschukin rrlernte sein Handwerk bei Dmitri Lewizki an der Kunstakademie in Sankt Petersburg. 1782/1786 hielt er sich als Stipendiat der Akademie im Ausland auf. 1787 wurde er für ein Porträt des Zaren Paul I. zum Akademiker erhoben. Ab 1788 lehrte er an der Sankt Petersburger Akademie. 1802 wurde er zum Senator ernannt. Zu seinen Schülern zählte Wassili Andrejewitsch Tropinin.

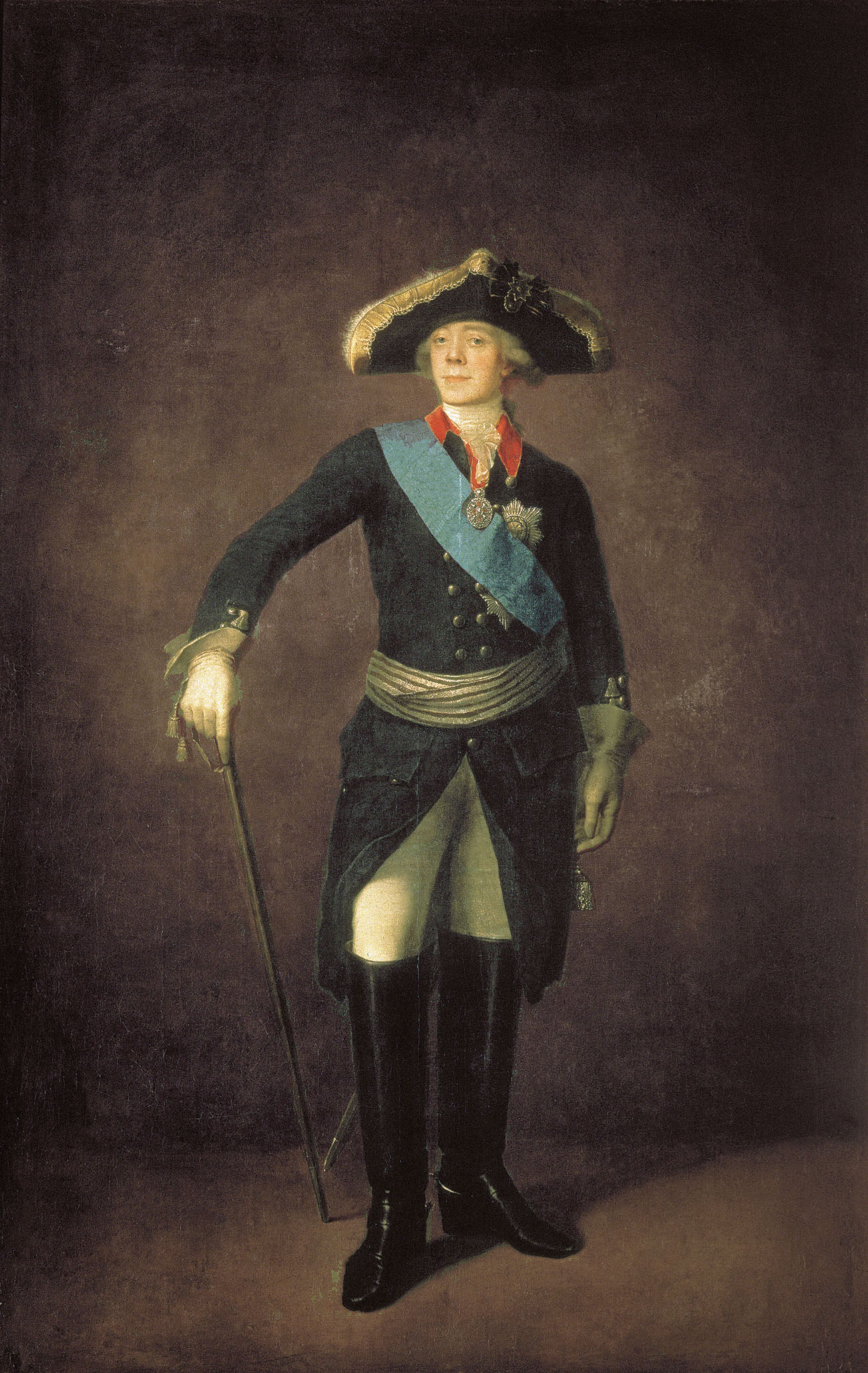
Porträt Paul I., 1787
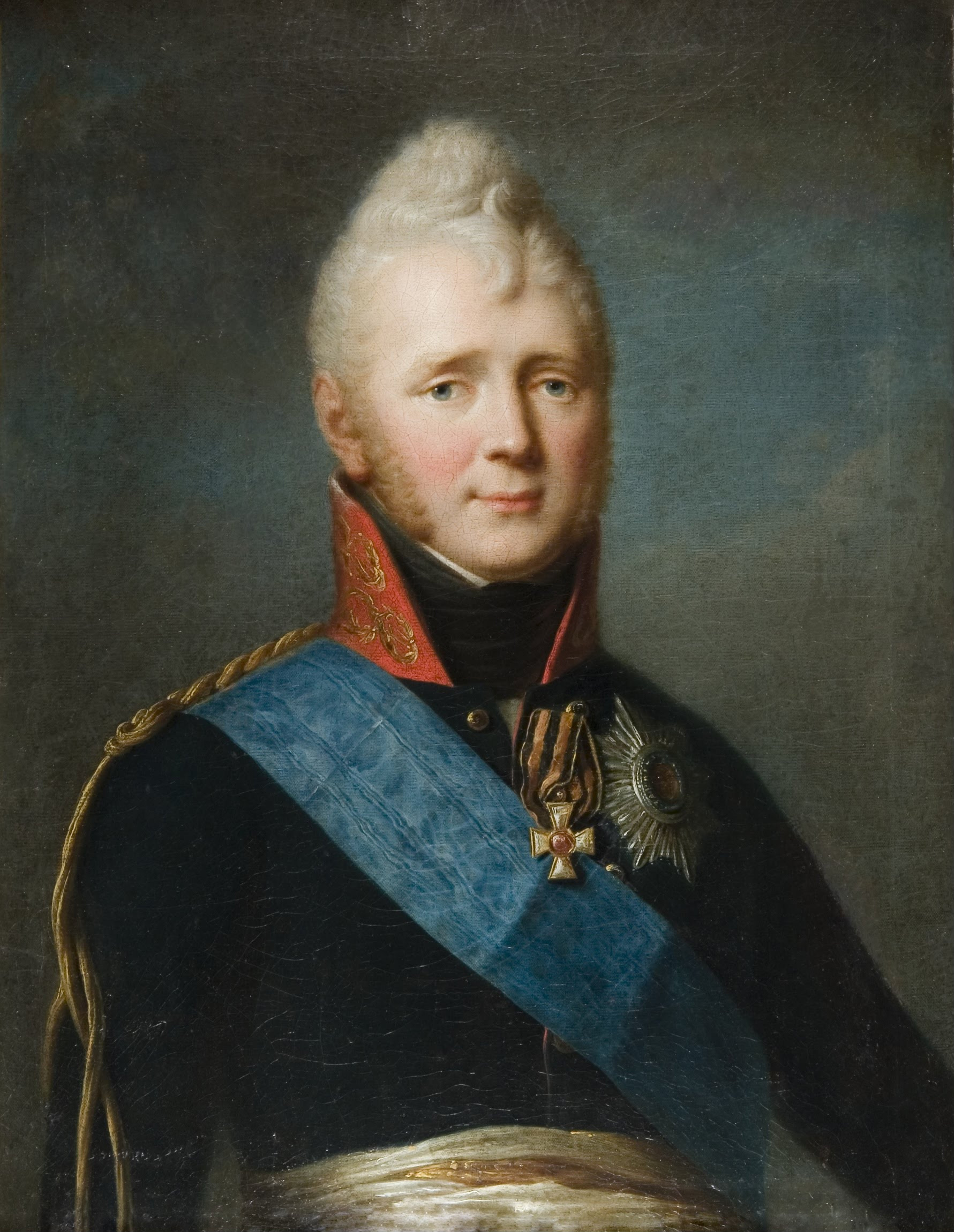
Porträt Alexander I.
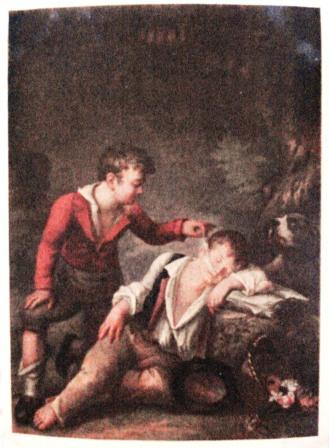
„Kinderbildnis“, 1811